# Borowe Pole (osada leśna)
Borowe Pole – osada leśna w Polsce położona w województwie śląskim, w powiecie zawierciańskim, w gminie Włodowice.
W latach 1975–1998 miejscowość należała administracyjnie do województwa częstochowskiego.